# Nitki
Nitki [ˈɲitkʲi] (deutsch Nittken) ist ein Dorf in der polnischen Woiwodschaft Ermland-Masuren, das zur Gmina Biała Piska (Stadt- und Landgemeinde Bialla, 1938 bis 1945 Gehlenburg) im Powiat Piski (Kreis Johannisburg) gehört.

## Geographische Lage
Nitki liegt am Flüsschen Święcek im südlichen Osten der Woiwodschaft Ermland-Masuren, 23 Kilometer nordöstlich der Kreisstadt Pisz (deutsch Johannisburg).

## Geschichte
Im Jahr 1472 wurde das vor 1535 Mitken, danach bis 1945 Nittken genannte Dorf gegründet. 
Von 1874 bis 1945 war es Teil des Amtsbezirks Monethen (polnisch Monety), der zum Kreis Johannisburg im Regierungsbezirk Gumbinnen (ab 1905: Regierungsbezirk Allenstein) der preußischen Provinz Ostpreußen gehörte.
256 Einwohner waren im Jahr 1910 in Nittken registriert. Ihre Zahl sank bis 1933 auf 231 und belief sich 1939 auf noch 213.
Aufgrund der Bestimmungen des Versailler Vertrags stimmte die Bevölkerung im Abstimmungsgebiet Allenstein, zu dem Nittken gehörte, am 11. Juli 1920 über die weitere staatliche Zugehörigkeit zu Ostpreußen (und damit zu Deutschland) oder den Anschluss an Polen ab. In Nittken stimmten 180 Einwohner für den Verbleib bei Ostpreußen, auf Polen entfiel keine Stimme.
In Kriegsfolge kam Nittken 1945 mit dem gesamten südlichen Ostpreußen zu Polen und erhielt die polnische Namensform „Nitki“. Heute ist es Sitz eines Schulzenamtes (polnisch Sołectwo) und als solches eine Ortschaft innerhalb der Stadt- und Landgemeinde Biała Piska (Bialla, m1938 bis 1945 Gehlenburg) im Powiat Piski (Kreis Johannisburg), bis 1998 der Woiwodschaft Suwałki, seither der Woiwodschaft Ermland-Masuren zugehörig.

## Religionen
Bis 1945 war Nittken in die evangelische Kirche Drygallen (1938 bis 1945 Drigelsdorf, heute polnisch Drygały) in der Kirchenprovinz Ostpreußen der Kirche der Altpreußischen Union sowie in die römisch-katholische Kirche in Johannisburg (polnisch Pisz) im Bistum Ermland eingepfarrt.
Heute gehört Nitki katholischerseits zur Pfarrei in Drygały im Bistum Ełk der römisch-katholischen Kirche in Polen. Die evangelischen Einwohner halten sich zur Kirchengemeinde in Biała Piska, einer Filialgemeinde der Pfarrei in Pisz in der Diözese Masuren der Evangelisch-Augsburgischen Kirche in Polen.

## Verkehr
Nitki liegt nördlich der Woiwodschaftsstraße 667 und ist sowohl über Drygały (Drygallen, 1938 bis 1945 Drigelsdorf) als auch über Pogorzel Wielka (Groß Pogorzellen, 1907 bis 1945 (Groß) Brennen) auf direktem Wege zu erreichen. Pogorzel Wielka ist auch die nächstgelegene Bahnstation an der Bahnstrecke Olsztyn–Ełk (deutsch Allenstein–Lyck).